# Memecylon clavistaminum
Memecylon clavistaminum är en tvåhjärtbladig växtart som beskrevs av Jacq.-fel.. Memecylon clavistaminum ingår i släktet Memecylon och familjen Melastomataceae.
Artens utbredningsområde är Madagaskar. Inga underarter finns listade i Catalogue of Life.